# Pyongyang Sally
Pyongyang Sally était une femme anglophone qui travaillait sur les stations de radio nord-coréennes et qui diffusait de la propagande aux troupes américaines pendant la guerre de Corée. Cette méthode a été utilisée avec d’autres formes de propagande, notamment des tracts largués par voie aérienne.